# کاسیکو، شهرستان هاریو
کاسیکو (به لاتین: Kaasiku) یک روستا در استونی است که در دهستان سائو واقع شده‌است.